# Zajatci Velikého mozku
Zajatci Velikého mozku je název české antologie sovětských vědeckofantastických povídek, kterou roku 1973 vydalo nakladatelství Albatros jako 70. svazek své sešitové edice Karavana. Výbor uspořádal Ivo Vaculín, povídky přeložili Hana a Ivo Vaculínovi, knihu ilustroval Eduard Hájek.

## Obsah knihy
Svazek obsahuje tyto povídky:
- Zinovij Jurjevič Jurjev: Zajatci Velikého mozku (1966, Башня мозга), povídka líčí revoluci na planetě robotů, kterou vyvolalo přistání pozemské expedice.
- Aleksandr Lavrenťjevič Kolpakov: Hosté z Gondwany (1968, Пришельцы из Гондваны), na vzdáleném ostrově se objeví obří hmyz.
- Sever Felixovič Gansovskij: Zvířátko (1969, Зверек), chlapec, který jako sirotek odchází žít u svých příbuzných, se nevědomky stane účastníkem biologického experimentu (na několik hodin si vymění vědomí se syslem a vnímá svět jeho očima),
- Sever Felixovič Gansovskij: Krystal (1969, Кристалл), z daleké planety byl přivezen obrovský krystal, který se při broušení změnil v jakési pole umožňující přechod do antisvěta.
- Genrich Saulovič Altov: Podařená parta (1965, Шальная компания), povídka vypráví o skupině poněkud „bláznivých“ vynálezců.
- Valentina Nikolajevna Žuravlevová: Sněhový most nad propastí (1969, Снежный мост над пропастью), povídka, ve které vypravěčka Kira řeší technické problémy (například problém rychlého pohybu delfínů ve vodě) metodou představivosti.
- Valentina Nikolajevna Žuravlevová: Druhá cesta (1963, Второй путь), povídka o snaze nepřizpůsobovat planetu u hvězdy Alfa Centauri lidem, ale naopak lidi podmínkám na planetě.